# Situ Ilir
Situ Ilir is een bestuurslaag in het regentschap Bogor van de provincie West-Java, Indonesië. Situ Ilir telt 9212 inwoners (volkstelling 2010).